# 丸子

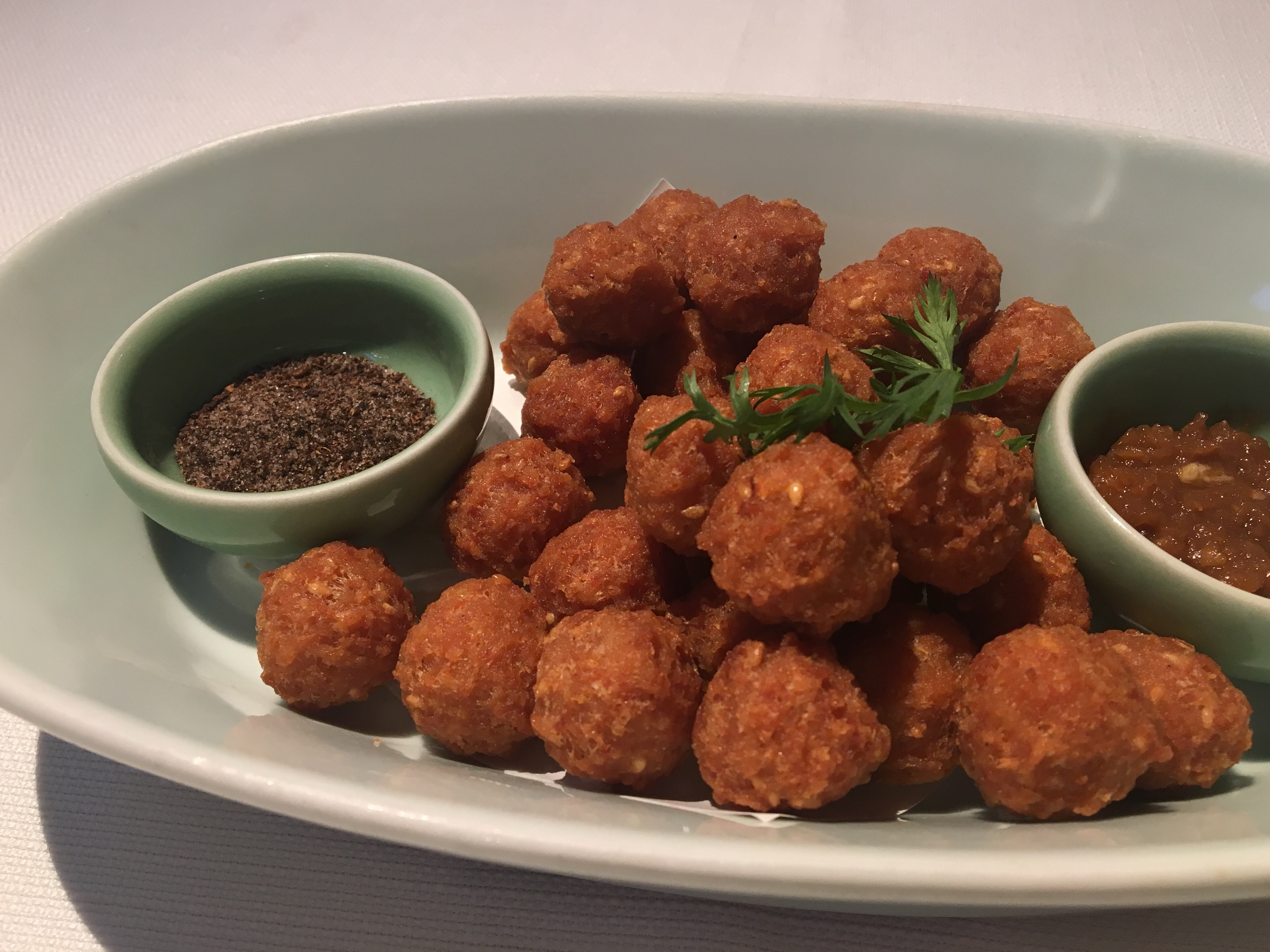
干炸小丸子

丸子是一種食物，根据使用食材的不同，可以分为肉丸子和素丸子。一般为圆形，也有方形等其他不规则形状。丸子的做法通常都是将各种原料绞碎或用菜刀分别剁碎，然后搅拌均匀挤压成团状物。烹饪方法包括蒸、炸、煮等。